# MTV Movie Awards 1998
7. gala MTV Movie Awards odbyła się 30 maja 1998 roku. Prowadzącym uroczystość był Samuel L. Jackson.

## Nominacje

### Najlepszy film
- Titanic
- Bez twarzy
- Buntownik z wyboru
- Faceci w czerni

### Najlepszy aktor
- Leonardo DiCaprio – Titanic
- John Travolta i Nicolas Cage – Bez twarzy
- Matt Damon – Buntownik z wyboru
- Samuel L. Jackson – Jackie Brown

### Najlepsza aktorka
- Neve Campbell – Krzyk 2
- Helen Hunt – Lepiej być nie może
- Julia Roberts – Mój chłopak się żeni
- Vivica A. Fox – Przepis na życie
- Kate Winslet – Titanic

### Najlepsza rola przełomowa
- Heather Graham – Boogie Nights
- Joey Lauren Adams – W pogoni za Amy
- Sarah Michelle Gellar – Koszmar minionego lata
- Rupert Everett – Mój chłopak się żeni
- Jennifer Lopez – Selena

### Najlepszy ekranowy zespół
- John Travolta i Nicolas Cage – Bez twarzy
- Ben Affleck i Matt Damon – Buntownik z wyboru
- Will Smith i Tommy Lee Jones – Faceci w czerni
- Leonardo DiCaprio i Kate Winslet – Titanic
- Drew Barrymore i Adam Sandler – The wedding singer

### Najlepszy czarny charakter
- Mike Myers – Austin Powers: Agent specjalnej troski
- Gary Oldman – Air Force One
- Al Pacino – Adwokat diabła
- Nicolas Cage i  John Travolta – Bez twarzy
- Billy Zane - Titanic

### Najlepszy występ komediowy
- Jim Carrey – Kłamca, kłamca
- Mike Myers – Austin Powers: Agent specjalnej troski
- Will Smith – Faceci w czerni
- Rupert Everett – Mój chłopak się żeni
- Adam Sandler – The wedding singer

### Najlepszy filmowy pocałunek
- Drew Barrymore i Adam Sandler – The Wedding singer
- Carmen Llywelyn i Joey Lauren Adams – W Pogoni za Amy
- Minnie Driver i Matt Damon – Buntownik z wyboru
- Tom Selleck i Kevin Kline – Przodem do tyłu
- Kate Winslet i Leonardo DiCaprio – Titanic

### Najlepsza scena akcji
- Will Smith – Faceci w czerni
- Gary Oldman i Harrison Ford – Air Force One
- Milla Jovovich – Piąty element
- Viggo Mortensen i Demi Moore – G.I. Jane
- Michelle Yeoh – Jutro nie umiera nigdy

### Najlepszy nowy twórca
- Petter Cattaneo - Goło i wesoło